# ワーププラザ
JR四国ツアー（ジェイアールしこくツアー）は、四国旅客鉄道（JR四国）が運営する旅行センター、ツアーブランドの愛称である。
かつて、JR四国駅構内に設置されていた店舗ではワーププラザの愛称が用いられていたが、2022年内で全店舗閉鎖し、現在はこの名称で営業する店舗は存在しない。また、ワープの名称で展開されていた店舗も2024年にJR四国ツアーに変更となっている。

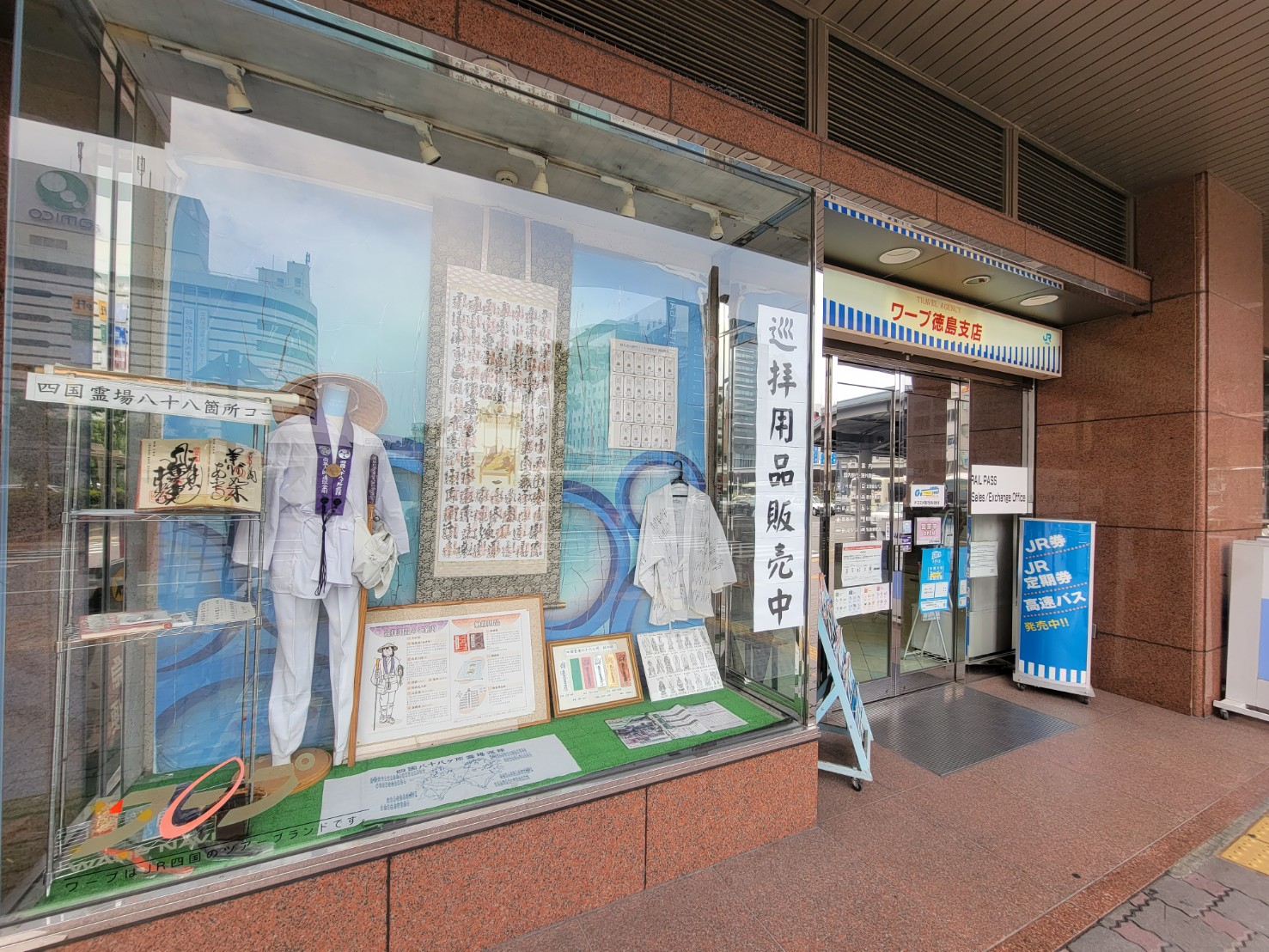
JR四国ツアー徳島支店　店外（ワープ時代）

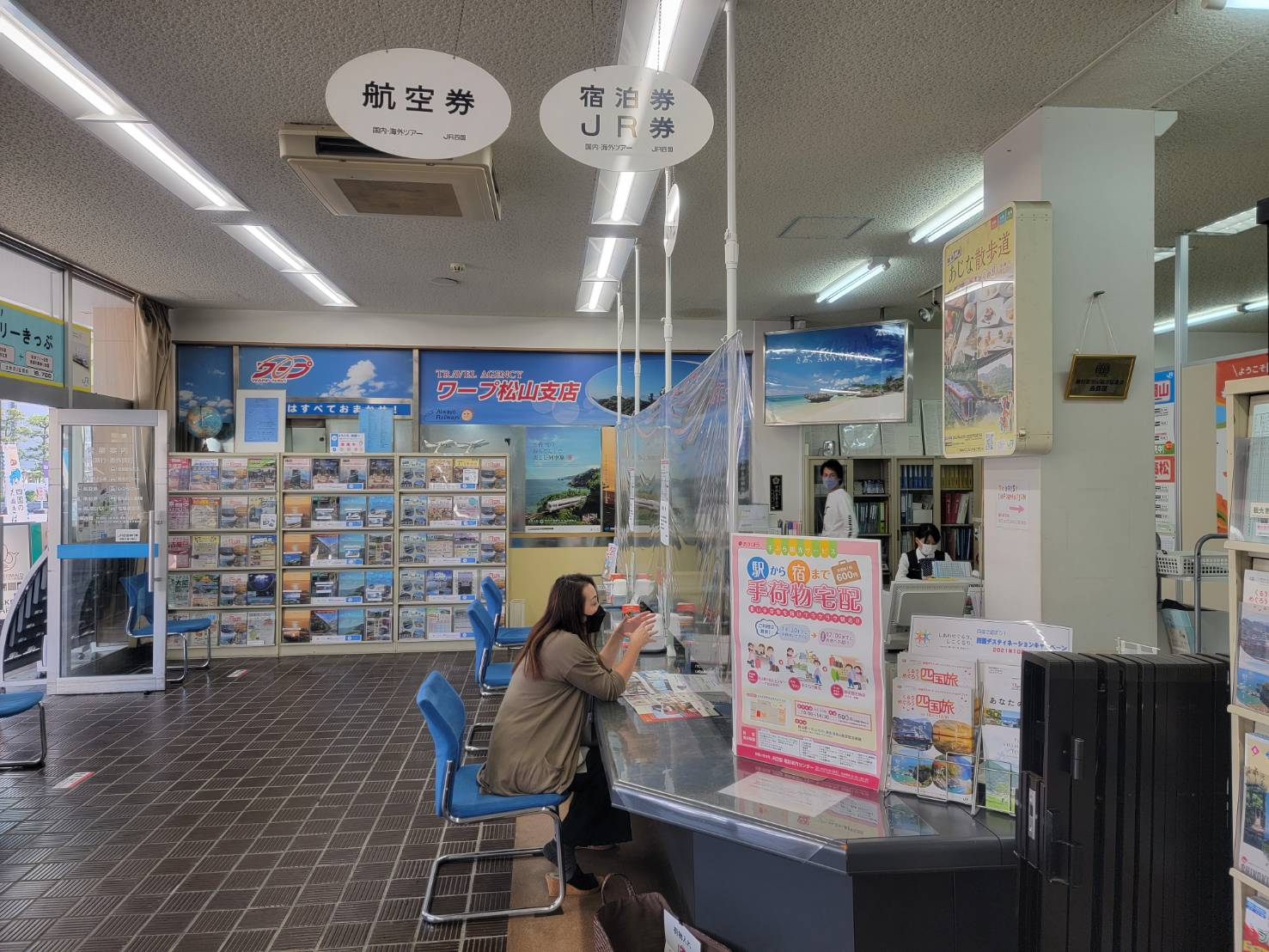
ワープ松山支店　店内（2024年9月に移転し、現存しない）

## 概要
店舗網は、主にJR四国管内の主要駅を中心に展開しており、旅行センターとして運営している。国内・海外の主催旅行・手配旅行、他旅行会社主催旅行の取次、航空券、みどりの窓口と同様の乗車券類の販売など、旅行業務全般を手掛け、「たびの魅力」をテーマに、バラエティ豊かな四国の周遊券や、独自性の高い自社企画商品等も販売している。
過去には公式にみどりの窓口設置扱いでなかった時期の阿南駅・鴨島駅のように、ワーププラザと駅窓口が半ば一体的に運営され、営業時間外や店休日でも駅窓口で指定券・企画券をワーププラザ扱いの旅行業端末で、定期券・回数券を駅扱いのPOS端末で発券し（乗車券・自由席特急券はどちらでも発券可能）、どちらで発券したきっぷもワーププラザ・駅窓口共用のCAT端末でクレジット決済も取り扱うという手法で、事実上みどりの窓口と同等の営業を行った事例もあった。
駅構内にある店舗はその愛称を「ワーププラザ」（例外として徳島県庁内店）、駅から離れた箇所や四国島外に所在する店舗は「ワープ」と称する。
現在、旅行商品のインターネット販売の普及を理由に、事業縮小の傾向にある。2022年12月28日をもって、コロナ禍による旅行需要の減少も拍車をかけたという理由から「ワーププラザ」の名称で営業する全ての店舗を閉鎖している。2024年3月22日に「ワープ」の名称で営業していた店舗も「JR四国ツアー」に変更となり、この時点で名称が変更されなかった店舗も同年中に移転や閉店をもって「ワープ」の名称は消滅する。
きっぷ・旅行商品のネット販売の自社サイトとしては「JR四国ツアー WARP NAVI」を運営している。また、スマートフォン用きっぷ販売アプリ「しこくスマートえきちゃん」（スマえき）を2022年11月28日にリリースした。

## 沿革
- 1987年（昭和62年）7月：JR四国が旅行事業に参入[2]。
- 1993年（平成5年）10月1日：店舗名、ツアーブランド名として「ワープ」を展開[2][3]。
- 2019年（令和元年）9月20日：阿波池田・阿南・鴨島の各ワーププラザの営業を終了[4]。
- 2022年（令和4年）12月28日：坂出、丸亀、観音寺、志度、伊予三島、新居浜、伊予西条、宇和島の各ワーププラザの営業を終了[1]。これにより、同社の運営する全てのワーププラザが閉店となる[1]。
- 2024年（令和6年）
  - 3月22日：店舗名称を「ワープ」から「JR四国ツアー」へ変更。松山支店、香川中部支店に限りこの時点での変更は行わない。高松支店がTAKAMATSU ORNE内に移転。
  - 9月29日：ワープ松山支店が松山駅新駅舎に移転し、名称を「JR四国ツアー松山支店」に変更。
  - 12月20日：ワープ香川中部支店の営業を終了（同年9月末帰着分をもって全ての商品の販売を終了）。

## 主な旅行商品
割引率の高い切符類と旅行商品を主に取り扱う。

### おトクなきっぷ

#### 四国内のトクトクきっぷ
片道、往復、回数券、フリー、指定席・グリーン席追加、その他の計6タイプを常時取り扱う。
その他、利用者の誕生日月の連続3日間、JR四国全線と土佐くろしお鉄道全線が乗り放題となるバースデイきっぷ等も販売。グリーン車用と普通車自由席用の2タイプがある。

#### 本州等のトクトクきっぷ
中国地方、大阪・神戸、東京・横浜、九州、北海道各方面と、JRグループ共通の割引切符を取り扱う。

#### その他
記念入場券や記念乗車券、イベント券を取り扱う。
学駅入場券の合格祈願切符や各ものがたり列車の食事券等が該当する。

### 旅行プラン
JRの切符と宿泊がセットになったパック旅行や日帰り旅行、添乗員同行ツアー等を取り扱う。島めぐりツアーや四国霊場八十八ヵ所巡りのプラン等、四国ならではの商品も販売。

#### あじな散歩道
人気観光地やグルメ、観光列車などをセットにした日帰り観光プラン。

#### しあわせめぐり旅
JR四国全線フリーきっぷと、特定のものがたり列車乗車券類・食事券、宿泊をセットにしたプラン。

## 店舗
現行店舗詳細は外部リンクの「駅/ワープ支店のご案内」を参照

### 現行店舗

#### JR四国ツアー支店
- JR四国ツアー梅田支店
- JR四国ツアー高松支店
- JR四国ツアー松山支店
- JR四国ツアー高知支店
- JR四国ツアー徳島支店

### かつて存在した店舗

#### 香川県内
- 坂出駅ワーププラザ
- 丸亀駅ワーププラザ
- 観音寺駅ワーププラザ
- 志度駅ワーププラザ
- ワープ香川中部支店

#### 徳島県内
- 阿波池田駅ワーププラザ
- 阿南駅ワーププラザ
- 鴨島駅ワーププラザ
- ワーププラザ徳島県庁内
- 脇町駅ワーププラザ
- 鳴門駅ワーププラザ

#### 高知県内
- 後免駅ワーププラザ
- 須崎駅ワーププラザ
- 朝倉駅ワーププラザ
- ワーププラザ高知県庁内

#### 愛媛県内
- 今治駅ワーププラザ
- 八幡浜駅ワーププラザ
- 伊予大洲駅ワーププラザ
- 伊予三島駅ワーププラザ
- 新居浜駅ワーププラザ
- 伊予西条駅ワーププラザ
- 宇和島駅ワーププラザ
- ワーププラザ松山（市中展開）
- 四国島外
- ワーププラザ日本橋
- ワーププラザ本町
- ワーププラザ梅田
- ワーププラザ岡山
- JR四国 東京ツアーセンター
- JR四国 大阪ツアーセンター